# 8344 Babette
8344 Babette eller 1987 BB är en asteroid i huvudbältet som upptäcktes den 25 januari 1987 av de båda japanska astronomerna Takeshi Urata och Tsuneo Niijima i Ojima. Den är uppkallad efter den amerikanske astronomen Fred Whipples fru, Babette Whipple.
Asteroiden har en diameter på ungefär 3 kilometer.